# Niestkowo
Niestkowo (kaszb. Niestkòwò lub Niestice, niem. Nesekow) – wieś w północnej Polsce, położona na Wysoczyźnie Damnickiej w województwie pomorskim, w powiecie słupskim, w gminie Ustka. Leży nad rzeką Słupią.
Wieś jest siedzibą sołectwa Niestkowo.
Część wsi  nazywana była Niestkowo-Kolonia. 
Według danych z 31 grudnia 2007 sołectwo Niestkowo miało 164 mieszkańców.
W latach 1975–1998 miejscowość administracyjnie należała do województwa słupskiego.

## Nazwa
Miejscowość była wzmiankowana pierwotnie w 1227 pod nazwą Neztic i jest rekonstruowana jako *Nieścice. Forma ta powstała przez dodanie formantu -ice do nazwy osobowej Niest. Współczesna forma Niestkowo i wariant oboczny Uniestkowo mają genezę gwarową i są także podstawą nazwy niemieckiej Nesekow.
Rada Języka Kaszubskiego proponuje kaszubską formę nazwy Niestkòwò. 